# MC5
MC5 (Motor City 5) is een Amerikaanse protopunkband uit Detroit, die in de succesvolle bezetting bestond van 1965 tot en met 1972. De band viel korte tijd op door zijn explosieve, energieke muziek en optredens, gecombineerd met het militante politiek activisme van de Amerikaanse counterculture. De band wordt tot de belangrijkste Amerikaanse hardrockgroepen van zijn tijd gerekend.
Belangrijk invloeden op de bandleden kwamen onder meer uit de rhythm & blues, free jazz, The Rolling Stones, de beatnik beweging en protestliederen zoals die van Bob Dylan. De band experimenteerde met al deze elementen in hun explosieve rock. De MC5 was zelf van invloed op onder andere de hardrock, garagerock en punk.

## Geschiedenis
De geschiedenis van de MC5 begon op Lincoln Park Highschool, Michigan. Gitaristen Wayne Kramer en Fred "Sonic" Smith besloten in 1963 om hun bands (respectievelijk The Bounty Hunters en The Vibratones) samen te voegen. In 1964 werd Rob Tyner aan de band toegevoegd – eerst nog in een poging om van hem bassist te maken, maar vanaf 1965 was hij zanger. Tyner was ook de bedenker van de naam MC5. Patt Burrows speelde bas; Bob Gaspar drums. In 1965 moest Burrows plaats maken voor bassist Michael Davis en later dat jaar werd Gaspar vervangen door Dennis Thompson. Vanaf dat moment was de line-up van de MC5 definitief.
De band stond in de eerste jaren niet bekend om zijn discipline. Regelmatig kwamen de bandleden niet opdagen bij een geboekt optreden of speelden ze korter dan beloofd. Daar kwam verandering in toen ze een manager kregen, in de loop van 1967: John Sinclair.
Sinclair was de belangrijkste persoon in The Artists Workshop. Deze commune in Detroit was een vrijplaats voor kunstenaars, dichters, artiesten, hippies en beatniks. Er was een crew voor lichtshows, poster-artiesten én een podium, genaamd de Grande Ballroom. Niet in de laatste plaats trok de commune jongeren aan vanwege zijn vrije gebruik van marihuana. De Workshop werd daarom vanaf de oprichting (in november 1964) scherp in de gaten gehouden door de autoriteiten in Detroit. Sinclair werd in de beginjaren bijvoorbeeld tweemaal veroordeeld voor het bezit of het verstrekken van marihuana, onder anderen aan een undercoveragent. Eind januari 1967 voerde de politie een forse charge uit waardoor de Workshop deels uiteen viel. In de zomer van 1967 wist Sinclair de boel opnieuw te organiseren, dit keer onder de naam Trans Love Energies. Men verklaarde zich onder meer solidair met de protesten in Detroit in 1967, die samengingen met de hevigste en meest bloedige rellen in de Amerikaanse moderne geschiedenis tot nu toe.
Onder leiding van Sinclair smolten Trans Love Energies en de MC5 samen en kon de band beschikken over onderdak, een oefenruimte, een geleende bus en een lening voor nieuwe apparatuur. Van een klein budget nam de band begin 1968 zijn tweede single op: Looking at You/Borderline. Het werd geen commercieel succes maar het plaatje bezorgde hen wel nieuwe optredens. De mix van Trans Love’s activisme en het radicale geluid en gedrag van de MC5 leverde de band een reputatie op. De sfeer tijdens concerten was vaak gespannen. Werden shows niet onderbroken omdat bandleden waren betrapt op het roken van marihuana, dan trok een schuldeiser of ontevreden club-eigenaar wel de stekker uit de installatie tijdens een optreden. Even zo vaak werd de show echter hervat, onder druk van het publiek, wat de MC5 verder sterkte in zijn tegencultuur-attitude. Verontruste ouders en burgers deden aangifte van 'obsceniteiten', onder meer omdat Tyner op het podium een Amerikaanse vlag in stukken trok om vervolgens de freek flag te hijsen met daarop een groot marihuanablad, omdat een naakt lid van de crew het publiek voorging in meditatie (Ohm…), en bovenal omdat Tyner het woord “Motherfuckers” de zaal in schreeuwde. De massale aanwezigheid van de politie tijdens optredens en de gespannen sfeer droegen alleen maar verder bij aan de lokale cultstatus van de band.
De band werd al snel zo geliefd en succesvol dat ze de vaste openingsact werd voor grote namen in de Grande Ballroom, waaronder Cream, Jimi Hendrix, Janis Joplin, Blood Sweat and Tears en Big Brother and the Holding Company. Sommige acts raakten geïntimideerd door dat succes en weigerden te spelen nadat de MC5 een uitzinnige en kolkende massa in de Ballroom had achtergelaten.
Trans Love Energies was inmiddels verder uitgegroeid tot een centrum voor een alternatieve cultuur, gevoed door verontwaardiging over onder meer rassenongelijkheid in de VS, Vietnamoorlog, en de algehele agressieve houding van de autoriteiten. Er volgden van tijd tot tijd verdere arrestaties en intimidaties van de politie. Als reactie werd in maart 1968 het manifest 'Total Assault on the Culture' gepubliceerd in het eigen ondergrondse blad (Sun), waardoor de verhoudingen nóg verder op scherp werden gezet, ook met verontwaardigde burgers in Detroit. Trans Love Energies inclusief de MC5 verhuisde daarop naar een aantal panden in de relatief rustige studentenplaats Ann Arbor, nabij Detroit.
Het succes van de MC5 ontging ook de platenmaatschappijen niet. In de zomer van 1968 kreeg de band een contract bij Elektra. En in het verlengde kregen meteen ook The Stooges, als zusterband van de MC5 uit Ann Arbor, een contract bij die maatschappij. Sinclair werd zich ondertussen meer en meer bewust van de politieke macht die de MC5 kreeg: 

It was the process of getting hasseled by the police time after time, after getting beat up and arrested at a dance while I was trying to collect the money owed us by the clubowner, after getting gigs cancelled because of things we had done somewhere else, did I start to realize what I know now, that any action which has a political consequence is a political action, and I started to operate on that principle and tried to unite our work with that of the more overtly 'political' people.
— 

Eind augustus 1968 speelde de MC5 op het alternatieve Festival of Life in Chicago, georganiseerd als tegenhanger voor de Democratic National Convention in die week. Het harde optreden van de politie tegen honderden betogers liet andermaal zien dat de counterculture in hun eigen ogen een beweging was geworden waarmee de autoriteiten rekening moesten houden.

### Kick out the Jams (Motherfuckers!)
Het eerste wapenfeit bij Elektra was het opnemen van een live-album. Ofschoon het in de industrie ongebruikelijk was dat een band als debuut een live-plaat uitbracht, zag ook Elektra-baas Jac Holzman in dat het geluid en de energie van de MC5 het beste live tot hun recht zouden komen. De opnamen voor Kick out the Jams vonden plaats op 30 en 31 oktober 1968, in de Grande Ballroom. De titel verwijst naar een zegswijze van de band die normaliter niet onder de indruk was van de acts in de Grande Ballroom. Vooral de optredens van Britse bands die in die tijd Amerika overspoelden werden door de leden van de MC5 weggezet als slappe jamsessies. 'Kick out the Jams' wil daarom zoveel zeggen als 'ophoepelen met dat gepiel'. Aan deze kreet voegde Tyner steevast 'Motherfuckers!' toe, zo ook tijdens de opnamen.
Direct na de opnamen richtte Sinclair in november 1968 de White Panther Party op, in een poging om meer gewicht en vorm te geven aan het politiek-revolutionaire karakter van de counterculture. Sinclair's beweging was bedoeld als het blanke verlengstuk van de Black Panther Party en de White Panthers verklaarden zich dan ook als eerste eens met het programma van de zwarte zusterorganisatie. De eerste twee statements uit het 10-punten programma van de White Panthers luidden als volgt:
1. Full endorsement and support of the Black Panther Party's 10-point program and platform.
2. Total assault on the culture by any means necessary, including rock and roll, dope, and fucking in the streets.[7]

De White Panthers waren, net als de Black Panthers, bedoeld als een militante club die een guerrilla predikte om de culturele revolutie tot stand te brengen. Rockmuziek was een van de belangrijkste wapens in de strijd. De leden van de MC5 bezetten prominente plekken in de organisatie. Tyner was Minister van Cultuur, de overige bandleden waren alle Minister van Oorlog. Sinclair zelf was Minister van Informatie. De band liet zich portretteren met geweren, gitaren, en White Panther-symbolen waardoor ze definitief verbonden raakte met (gewelddadig) politiek activisme. Niet alle bandleden realiseerden zich ten volle wat dit imago betekende voor de buitenwereld; zij wilden vooral goede rockmuziek maken en politiek leek voor hen een bijzaak.
Toen Kick out the Jams uitgebracht moest worden, schreef Sinclair uitgebreide liner notes voor de binnenkant van de hoes. Hij herhaalde hierin de retoriek van de culturele revolutie, rockmuziek, drugs en "fucking in the streets". Ofschoon er grote twijfels waren over het effect van zoveel activisme op en rond het album, stemde Holzman van Elektra er in eerste instantie mee in dat de plaat helemaal werd geproduceerd zoals de band het wilde. Enkele distributeurs en verkopers vonden het album echter vulgair en obsceen en ze weigerden het te verkopen, al helemaal aan minderjarigen. Ook Hudson's, het grootste warenhuis van Detroit, weerde Kick out the Jams uit zijn schappen. In een geïrriteerde reactie plaatste de band samen met Sinclair een advertentie in de Ann Arbor Argus (maart 1969) met de tekst:

KICK OUT THE JAMS, MOTHERFUCKER! and kick in the door if the store won't sell you the album on ELEKTRA. FUCK HUDSON'S.
— 

Ook zetten Sinclair en de MC5 er, zonder permissie, het logo van Elektra bij. Holzman was furieus. Uiteindelijk deed de ophef rond het in de ogen van velen, obscene album Elektra besluiten om een gecensureerde versie uit te brengen, om toch nog iets te kunnen verdienen aan de LP. Het gewraakte 'Motherfuckers!' werd vervangen door 'Brothers and Sisters', door Tyner ingesproken tijdens de live-opnamen, in de veronderstelling dat het om een reclameslogan ging. Dit keer werd de band niet om toestemming gevraagd. Na een korte strijd in de pers werd het contract met Elektra ontbonden in april 1969.
Ook al voor het Hudson's-incident was de band klem komen te zitten tussen de commercie van Elektra en de eigen achterban. In december 1968 deed de MC5 een kleine toer aan de oostkust van de VS. Een anarchistische beweging uit in New York, The Motherfuckers, had daar bedongen dat de populaire Fillmore East elke donderdagavond gratis toegankelijk zou zijn. Uitgerekend op een donderdagavond (26 december 1968) wilde de MC5 het album promoten in de Fillmore, maar directeur Bill Graham was niet van plan om de Motherfuckers nog langer onbetaald toegang te geven. Als compromis kocht Elektra 500 tickets op, om ze gratis door te spelen aan de anarchisten – immers geestverwanten in de counterculture. Graham bleef echter geïrriteerd, verscheurde de kaartjes en posteerde zichzelf bij de deur om geen ongewenste gasten toe te laten. Terwijl de spanning tussen de gefrustreerde Motherfuckers en ‘de industrie’, d.w.z. Graham en Elektra, toenam arriveerde juist de MC5 in een gehuurde luxe limousine. Dat betekende nog meer verraad in de ogen van de anarchisten, die de band toch al verantwoordelijk hielden voor alle problemen met de Fillmore die avond. Uiteindelijk wisten sommige Motherfuckers toch binnen te komen. Ze openden de zijdeuren van het pand om de rest van de meute binnen te laten. Mede door de verziekte sfeer waren de recensies van het optreden lauw; de MC5 zou de hooggespannen verwachtingen van 'revolutie' niet hebben kunnen waarmaken. Fillmore-directeur Graham hield aan alle commotie een gebroken neus over, waardoor de band andermaal imago-schade opliep bij belangrijke figuren in de muziekindustrie.
Ondanks alle problemen werd Kick out the Jams een succesvol album. Vlak voordat het verscheen, stond de MC5 op de cover van Rolling Stone Magazine (een foto van Tyner, 4 januari 1969). De lp kreeg een Top-30 notering in de Amerikaanse hitlijsten. Naast het eigen werk, waaronder het titelnummer, bevat de plaat enkele covers: John Lee Hookers Motor City is Burning (wat verwijst naar de rellen in Detroit uit 1967) en Sun Ra's psychedelische Starship.

### Atlantic
Meteen na het vertrek bij Elektra bood Atlantic Records de band een contract aan voor twee albums. In de tweede helft van 1969 werd de studioplaat Back in the USA opgenomen. De band verkeerde inmiddels financieel gezien in betere omstandigheden waardoor ze niet langer afhankelijk was van Trans Love Energies. De leden van MC5 begonnen zich ook inhoudelijk te distantiëren van de politieke retoriek van de White Panther Party en dus van Sinclair. De band verhuisde naar Hamburg, Michigan. Ze trok een nieuwe producer aan, John Landau, en een eigen accountant die zorgde voor de afbetaling van openstaande rekeningen bij Trans Love Energies. Ook muzikaal ging het roer om op Back in the USA, die veel meer klinkt als een rock ‘n’ roll plaat. Little Richards Tutti Frutti werd gecoverd, evenals het titelnummer van Chuck Berry. Typische MC5-tracks op het album zijn Looking at You, The Human Being Lawnmower en The American Ruse, waarin de counterculture weer duidelijk doorklinkt.
Toen Sinclair eind 1969 opnieuw veroordeeld werd voor het bezit van marihuana (hij kreeg dit keer 9,5 jaar cel), was de breuk tussen hem en de MC5 definitief. Back in the USA werd zonder zijn verdere medewerking afgemaakt en uitgebracht in januari 1970. Het werd geen groot succes. Wel volgde in de zomer van dat jaar een reeks concerten in het Verenigd Koninkrijk, waaronder een optreden op het Phun City Festival.
In het najaar van 1970 begonnen de opnamen voor het derde album, weer een studioplaat genaamd High Time. De plaat verscheen in juli 1971. Artistiek gezien bevat het misschien de meest interessante tracks van de MC5, zoals Sister Ann, Gotta Keep Movin en Skunk (Sonicly Speaking), maar het album haalde de hitlijsten niet eens.
Op 13 december 1971 kwam Sinclair vrij, drie dagen na een groots benefietconcert voor hem waar onder anderen John Lennon en Yoko Ono pleitten voor zijn vrijlating in het nummer John Sinclair. De MC5 was niet uitgenodigd voor het concert.
In februari 1972 begon de band aan een tweede, korte Europese tournee. Dit keer werden onder meer ook Frankrijk en Duitsland aangedaan. Kort na aankomst in Europa werd Michael Davis uit de band ontslagen. Omdat was toegezegd een paar nummers te schrijven voor de soundtrack van de film Gold speelde Wayne Kramer de bas tijdens die opnamen. Daarna werd een vervanger voor Davis aangetrokken om de Europese tour af te maken. Tussen april en juni was de band terug in de VS. In juni en juli toerde de MC5 verder in Europa.
In november 1972 besloten Dennis Thompson en Rob Tyner om ermee te stoppen. Een mengeling van onder andere slecht management, verschillen in opvattingen en druggebruik in de band brak hen op. Met een ingehuurde ritmesectie begonnen Kramer en Smith nog aan een korte tournee door Scandinavië, eveneens in november. Een reeks geplande concerten in Italië werd door de organisator geannuleerd omdat de band niet meer compleet bleek.
Terug in Detroit gaf de band nog één optreden in de originele bezetting. Het vond plaats in de eigen Grande Ballroom, op zondag 31 december. Volgens Kramer verliep het optreden zo slecht dat hij het niet meer aan kon. Hij vertrok na een paar nummers van het podium.

### Nasleep
Alle bandleden speelden later nog in andere bands.
- Rob Tyner stierf op 17 september 1991.

Op 22 februari 1992 speelden de overige 4 MC5-leden samen op een benefietconcert ter ere van Tyner. Voor zover bekend zijn hiervan geen opnamen in omloop.
- Fred Smith (gehuwd met Patti Smith) stierf op 4 november 1994.

Vanaf 2003 toerden Davis, Kramer en Thompson met gastmuzikanten als DKT/MC5.
- Michael Davis stierf op 17 februari 2012.

- Vanaf 2018 trad Wayne Kramer op met de band MC50. Op het repertoire stond onder andere het album Kick Out the Jams, dat 50 jaar eerder was verschenen.[15] Hij overleed in 2024.

## Discografie
Albums
- Kick Out the Jams (1969)
- Back in the USA (1970)
- High Time (1971)

Bootlegs/Compilaties
Er is een behoorlijk aantal bootlegs in omloop - met een doorgaans zeer matige geluidskwaliteit. Deze zijn voor het belangrijkste deel steeds terug te voeren op drie verschillende live-opnamen:
- Dialogue Festival, First Unitarian Church, "Cass Corridor" Detroit, 7 en 8 september 1968
- Sturgis Armory, 27 juni 1968
- Saginaw Civic Centre, 1 januari 1970

De meeste van deze bootleg-tracks zijn verzameld in de Purity Accuracy Box Set (6 discs), Easy Action Records, 2005. De box bevat ook eerder (onofficieel) uitgebrachte opnamen van oude repetities en album-outtakes. De kwaliteit van de tracks is meestal de beste die in omloop is.
- Kick Copenhagen, Live 1972 (1972)
- Babes in Arms (1983|1998 remastered)
- Live Detroit 68/69 (1988)
- Sonic Sounds from the Midwest (1988)
- Live 1969-70 (1991)
- Vintage Years (1991)
- Black to Comm (1994)
- Power Trip (1994)
- Looking At You (1995)
- The American Ruse (1995)
- Phun City, UK 1970 (1996)
- Motor City Meltdown (1996)
- Teen Age Lust (1996)
- Ice Pick Slim (1997)
- Starship (1998)
- Motor City is Burning (1999)
- 66 Breakout (1999)
- Thunder Express (1999)
- Human Being Lawnmower - The Baddest & Maddest of the MC5 (2002)
- Live At The Grande Ballroom 68 (2006)

Compilaties
- Anthology 1965-1971 (2CD) (2008)
- The Big Bang!: Best of the MC5 (2000)
- Are You Ready to Testify?: The Live Bootleg Anthology (3CD) (2005)
- Purity Accuracy (6CD) (2004)

Niet uitgebrachte opnamen
- The Stooges & MC5 - Live Soldier Field, Chicago - July 18th, 1970

Singles (in de VS)
- I Can Only Give You Everything / One of the Guys (1967)
- Looking at You / Borderline (1968)
- I Can Only Give You Everything / I Just Don't Know (1969)
- Kick Out the Jams / Motor City is Burning (1969)
- Tonight / Looking at You (1969)
- Shakin' Street / The American Ruse (1970)
- Over and Over / Sister Anne (1971) (nooit officieel uitgebracht)

Een aantal losse MC5-tracks verschenen op
- Michigan Nuggets (1980)
- Original Soundtrack from the Movie 'Gold' (1972) [Gold, Inside Out, Train Music]

## Filmografie
- Kick Out the Jams (1999)
- A True Testimonial (2002)

## Overige Literatuur
- The MC5's Kick Out the Jams (33 1/3), Don McLeese, 2005. Continuum International. ISBN 0826416608
- The Future is Now! Michael Simmons & Cletus Nelson, 2004. Creation Books.
- The MC5 And Social Change : A Study In Rock And Revolution. Mathew J.Bartkowiak, 2009. McFarland. ISBN 0786440375
- Sonically Speaking: A Tale of Revolution and Rock'n'Roll. Brett Callwood, 2007. Independent Music Press.
- Thompson, James H. MC5: Kickin' Out The Jams; in het Amerikaanse tijdschrift Goldmine, nummer 512 (10 maart 2000), Krause Publications.Online versie